# Kultur- und Kreativpiloten Deutschland
Kultur- und Kreativpiloten Deutschland ist eine Auszeichnung, die seit 2010 im Namen der Initiative Kultur- und Kreativwirtschaft der Bundesregierung jedes Jahr an 32 Unternehmen aus der Kultur- und Kreativwirtschaft verliehen wird. Bis Ende 2019 wurden 320 Unternehmen als „Kultur- und Kreativpiloten“ ausgezeichnet.

## Bewerbungsverfahren
Selbständige, Freiberufler, Künstler, Gründer und Unternehmen  mit einer kulturellen oder kreativen Geschäftsidee können sich auf den Titel „Kultur- und Kreativpiloten“ bewerben.  Nach einer Vorauswahl werden bis zu 104 Bewerber zu Auswahlgesprächen eingeladen und stellen ihr Projekt in Gesprächen mit einer Jury vor. 32 von ihnen werden als „Kultur- und Kreativpiloten Deutschland“ ausgezeichnet.

## Programm
Die Preisträger erhalten eine Auszeichnung der Bundesregierung und nehmen an einem Programm teil, das auf Austausch und Vernetzung ausgerichtet ist. In persönlichen Gesprächen mit Mentoren reflektieren sie ihre unternehmerischen Perspektiven. In Workshops treffen die Teilnehmer auf Experten.

## Hintergrund
Organisator der Auszeichnung Kultur- und Kreativpiloten Deutschland ist das u-Institut in Kooperation mit dem Kompetenzzentrum Kultur- und Kreativwirtschaft des Bundes. Förderer ist die Initiative Kultur- und Kreativwirtschaft der Bundesregierung, ein Projekt des Bundesministeriums für Wirtschaft und Energie und der Beauftragten der Bundesregierung für Kultur und Medien. Die Auszeichnung „Kultur- und Kreativpiloten“ soll die Position der Kultur- und Kreativwirtschaft in Deutschland stärken und die Branche in den politischen und medialen Fokus rücken.
Zur Kultur- und Kreativwirtschaft werden alle Unternehmen gerechnet, die überwiegend erwerbswirtschaftlich agieren und sich mit der Schaffung, Produktion, Verteilung und medialen Verbreitung von kulturellen/kreativen Gütern und Dienstleistungen befassen. Elf Teilmärkte gehören dazu: Musikwirtschaft, Buchmarkt, Kunstmarkt, Filmwirtschaft, Rundfunkwirtschaft, Darstellende Kunst, Designwirtschaft, Architekturmarkt, Pressemarkt, Werbemarkt sowie die Software/Games-Industrie. In Deutschland gehören ca. 249.000 Unternehmen zur Kultur- und Kreativwirtschaft, die 2014 einen Gesamtumsatz von 146,3 Milliarden Euro erwirtschaftet haben. 1,05 Millionen Erwerbstätige arbeiten in der Branche.
Die Kultur- und Kreativwirtschaft erarbeitet 2,3 % der gesamten Bruttowertschöpfung in Deutschland und liegt damit im Branchenvergleich vor der Chemischen Industrie und der Energieversorgung.

## Titelträger (Auswahl)
| Jahr | Projekt                                      | Beschreibung | Bundesland          | Stadt                  |
| ---- | -------------------------------------------- | --- | ------------------- | ---------------------- |
| 2019 | „Cocktailfilms“                              | Produktion von Filmen, die auf Themen wie Rassismus und Extremismus aufmerksam machen | Nordrhein-Westfalen | Mönchengladbach        |
| 2018 | Deine Korrespondentin                        | Onlinemagazin mit Porträts und Reportagen über Frauen weltweit | Berlin              | Berlin                 |
| 2017 | NerdStar                                     | Onlinefernsehen für den Nerd in uns allen. | Nordrhein-Westfalen | Bielefeld              |
| 2017 | Büro für Popkultur                           | Finden nachhaltiger und ganzheitlicher Konzepte, kreativer Ideen für Veranstaltungen und neuer Spielorte für Kunst | Niedersachsen       | Hannover               |
| 2016 | Traumfabrik: Nicole Pawelke und Ingo Pawelke | Showtheater (Tournee und Firmenevents) und Workshop-Festival | Bayern              | München                |
| 2016 | rotes pferd berlin                           | Kugelbahnen als interaktive Erzählmaschinen für Ausstellungen und Events | Berlin              | Berlin                 |
| 2015 | Atelier Robert Rebele                        | Seit 25 Jahren entwirft das Atelier Figuren und Puppen, die in Film und Fernsehen eingesetzt werden. | Bayern              | Starnberg              |
| 2015 | Bridge & Tunnel                              | Aus Altkleidern werden Accessoires und Interior-Design-Produkte hergestellt. In Hamburg wird damit benachteiligten Frauen eine Chance gegeben, sich ihren Lebensunterhalt zu verdienen.                                                                                    | Hamburg             | Stadtteil Wilhelmsburg |
| 2015 | Chance of Rain                               | Annähernd 50 Prozent der Weltbevölkerung lebt in Städten. Immer mehr Städter nutzen das Fahrrad als umweltfreundliches Transportmittel. Was vielen Frauen fehlte ist eine modisch und elegante Kleidung, die bei unterschiedlichen Wetterbedingungen getragen werden kann. | –                   | –                      |
| 2015 | Die Erinnerungsguerilla                      | Die Erinnerungsguerilla will mit ihren „Erinnerungszettel“ im öffentlichen Raum Fragen stellen und damit an zentrale Kräfte und Werte im Menschen erinnern. | Baden-Württemberg   | Heilbronn              |
| 2015 | Bag to life                                  | Fluggesellschaften sind dazu verpflichtet, ihre Schwimmwesten alle zehn Jahren auszutauschen. Aus dem Westen-Material entstehen in diesem Projekt modische Taschen. | Bayern              | Bayreuth               |
| 2015 | Funktioform                                  | Alltagshilfen für gehandicapte Menschen waren bislang in der Regel weder schön oder originell. Dies soll sich ändern. | Nordrhein-Westfalen | Preußisch Oldendorf    |
| 2015 | Game Concerts                                | Weltweite Orchesterkonzerte mit Musik aus Computerspielen begeistern ein vornehmlich junges Publikum. | Sachsen             | Dresden                |
| 2015 | Green City Solutions                         | Eine „Klima-Infrastruktur“ soll Städten bei der Bekämpfung der Luftverschmutzung helfen und so das Leben der Menschen in der Stadt verbessern. | Sachsen             | Dresden                |
| 2015 | Krauses                                      | Event-Agentur, die u. a. mit dem Projekt „200 Tage Fahrradstadt“ die Kultur des Radfahrens in Mönchengladbach gefördert hat. | Nordrhein-Westfalen | Mönchengladbach        |
| 2015 | Selbstdarstellungssucht.de                   | Der Blog Selbstdarstellungssucht.de zeigt die Arbeiten, Arbeitsräume und Ideen von Kunst- und Kreativschaffenden und gibt Einblick in den künstlerisch-kreativen Arbeitsalltag.                                                                                            | Bayern              | München                |
| 2015 | Perspective Daily                            | Online-Magazin, das für den lösungsorientierten Journalismus steht und als eines der spannendsten Projekte im Journalismus gilt. | Nordrhein-Westfalen | Münster                |
| 2014 | 3Steps                                       | Street-Art-Künstler-Trio, welches u. a. das Urban-Art-Festival River Tales organisiert und ein Kreativstudio mit Atelierwerkstatt führt. | Hessen              | Gießen                 |
| 2014 | Armes Deutschland                            | Junge Menschen sollen dazu animiert werden, sich mit Politik und Nachrichten auseinanderzusetzen. | Berlin              | Berlin                 |
| 2014 | Arya                                         | Gegen Depressionen soll die App ARYA helfen. | Berlin              | Berlin                 |
| 2014 | Brabbl                                       | Das online-Tool „Brabbl“ soll dabei unterstützen, Meinungsbildung und Mitbestimmung zu organisieren. | Berlin              | Berlin                 |
| 2014 | Ensemble Ruhr                                | Ein selbstverwaltetes Kammerorchester. | Nordrhein-Westfalen | Essen                  |
| 2014 | Starthilfe50                                 | Menschen jenseits eines Alters von 50 Jahren sollen „Erklärfilme“ helfen mit dem Computer umzugehen. | Rheinland-Pfalz     | Mainz                  |
| 2013 | Original Unverpackt                          | Ein Supermarkt, der auf Einwegverpackungen verzichtet und inzwischen viele Nachahmer auf den Plan gerufen hat. | Berlin              | Berlin                 |
| 2013 | renk.                                        | „Renk“ bedeutet Farbe auf Türkisch und ist ein deutsch/türkisches online-Magazin für Kunst und Kultur. | Berlin              | Berlin                 |
| 2012 | social kinetic art                           | »Kunst in einer neuen, universellen Sprache – für erfolgreiche Unternehmenskommunikation« Die selbst entwickelte, künstlerische Symbolsprache offenbart diametrale, verborgene Kräfte mittels analogen Mechaniken                                                          | Bayern              | München                |
| 2012 | 42wheels                                     | Das Projekt soll mithelfen das Fahrrad in den Stadtraum zu integrieren. „42“ steht dabei für „für zwei (Räder)“, also für Zweiräder. | Nordrhein-Westfalen | Köln                   |
| 2012 | Harfenistin Silke Aichhorn                   | Silke Aichhorn ist eine Harfensolistin, die ihr Publikum für ihr Instrument gewinnen will. | Bayern              | Traunstein             |
| 2012 | Silberfuchs-Verlag                           | Mit der Hörbuch-Reihe „Länder hören – Kulturen entdecken“ soll Zuhörer Kultur und Geschichte eines Landes näher gebracht werden. | Hamburg             | Hamburg                |
| 2012 | Tvib (storyfeed GmbH)                        | Technologie zur crossmedialen Verknüpfung von TV Shows und interaktiven Onlineinhalten | Berlin              | Berlin                 |
| 2011 | Agora42                                      | Agora42 ist eine Zeitschrift für Ökonomie und Philosophie, die versucht ihre Inhalte verständlich zu erklären. | Baden-Württemberg   | Stuttgart              |
| 2011 | Plot                                         | Fachzeitschrift für die Disziplin der Szenografie. | Baden-Württemberg   | Stuttgart              |
| 2011 | IMAscore                                     | Die Komponisten und „Sound Designern“ produzieren „Erlebnismusik“, die z. B. von Achterbahn-Betrieben eingesetzt wird. | Nordrhein-Westfalen | Paderborn              |
| 2011 | Mäc Härder                                   | Kabarettist und Jongleur | Bayern              | Bamberg                |
| 2010 | Bembel-with-care                             | Zwei Hessen registrierten einen Abwärtstrend ihres Nationalgetränks, dem sie nicht tatenlos zusehen wollten. | Hessen              | Heppenheim             |
| 2010 | Detektor.fm                                  | Der Sender berichtet deutschlandweit über Politik, Wirtschaft und Kultur. Basis ist die dreistündige Live-Sendung „detektor.fm- der Tag“. | Sachsen             | Dresden                |

Quelle: